# 清久工業団地

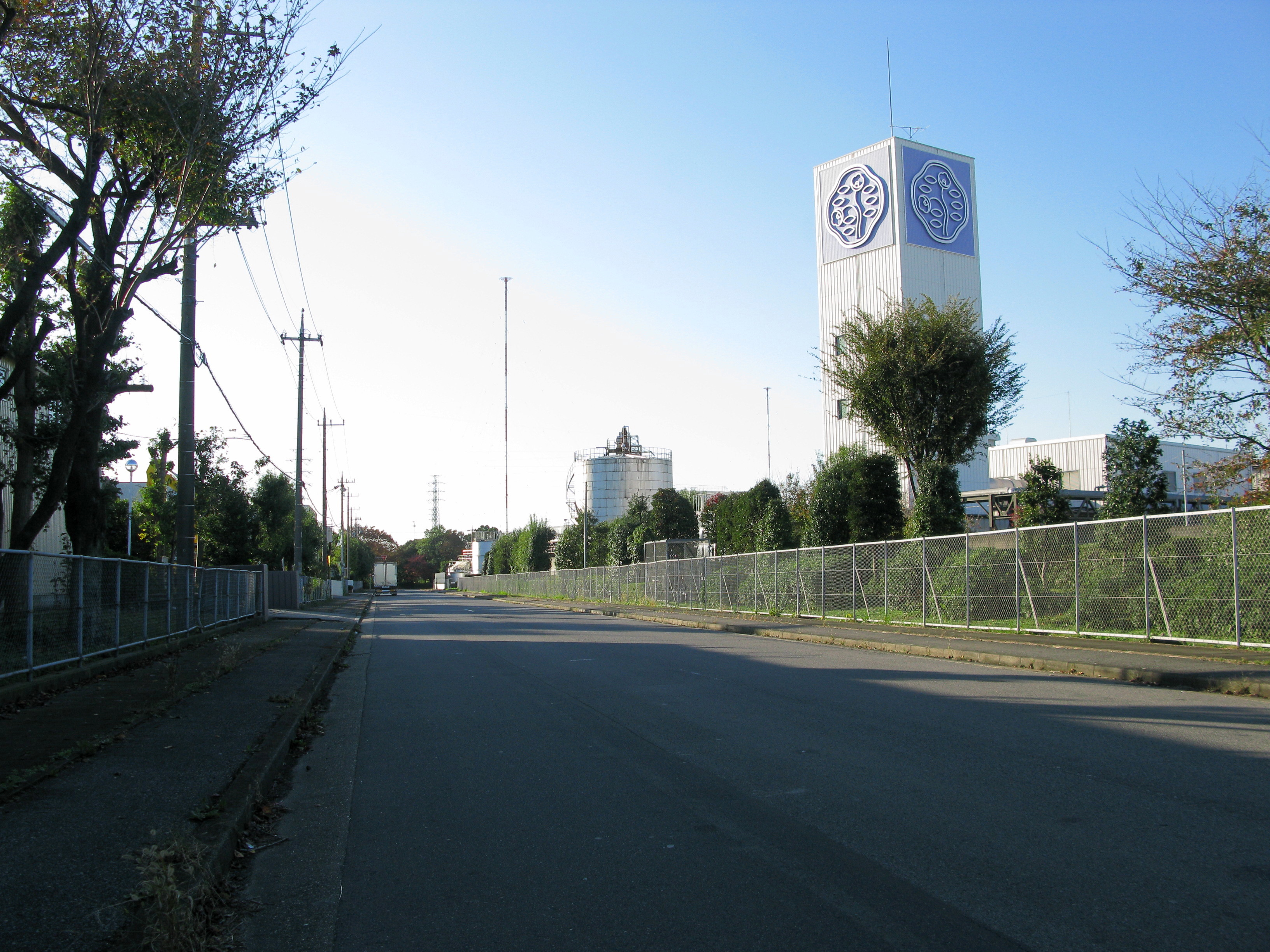
清久工業団地（2011年11月）

清久工業団地（きよくこうぎょうだんち）は、埼玉県久喜市清久町にある工業団地である。本項では、清久工業団地に隣接して整備された工業団地であるネクストコア清久（ネクストコアきよく）についても扱う。

## 概要
旧日本住宅公団が首都圏整備計画に基づき清久工業団地の造成事業を行い開発された。同時期に清久公園も造成され、1981年（昭和56年）に公園などが完成した。清久町のほぼ中央にある清久大池・清久西池の水を工業用水として利用している。中央部を通る清久さくら通り沿いでは桜の木が植樹され、春には久喜市内の桜名所の一つとなる。南西には日本最大の送信出力を有するNHK菖蒲久喜ラジオ放送所が所在する。
工業団地を拡張するため、清久町（清久工業団地）の北側の田んぼが広がる地区において清久工業団地周辺土地区画整理事業が行われ、工業用地（ネクストコア清久）が造成された。2013年（平成25年）11月16日に、区画整理の完了により町名地番変更が行われ、拡張部分（北中曽根・六万部・所久喜・上清久のそれぞれ一部）も清久町に編入された。

## 主な企業
清久工業団地内
- 資生堂久喜工場
- 大日本印刷久喜工場
- 大創産業埼玉RDC倉庫
- なとり埼玉工場
- ソニーマニファクチュアリングシステム（2012年閉鎖）
- 大林道路
- 日本電装
- MFLP久喜
- KAZENホールディングス株式会社 東日本物流センター

ネクストコア清久
- 埼玉キッコーマン
- 直販配送久喜センター
- なとり埼玉第二工場
- 佐川グローバルロジスティクス 久喜第三営業所
- F-LINE
- ツムラ東日本物流センター
- コカ・コーラボトラーズジャパン久喜セールスセンター
- コープみらい コープデリ久喜センター

## アクセス
- 大和バス「清久さくら通り」「清久工業団地」「資生堂前」「清久公園前」各バス停下車すぐ。
- 東北自動車道久喜インターチェンジより約3km。